# José Castulo Zeledón
Pour les articles homonymes, voir Castulo (homonymie) et Zeledón.
José Castulo Zeledón est un ornithologue costaricien, né le 24 mars 1846 dans la région de San José (Costa Rica) et mort le 16 juillet 1923 à Turin.

## Biographie
Il est le fils de Don Manuel Zeledón, gouverneur de la province de San José. Le jeune Zeledón s’intéresse très tôt aux oiseaux. Il découvre et apprend l’ornithologie auprès du médecin et naturaliste allemand Alexander von Frantzius (1821-1877) qui tient une pharmacie à San José. Zeledón travaille pour lui et récolte des oiseaux qu’il fait parvenir à Jean Louis Cabanis (1816-1906) du musée de zoologie de Berlin (l'actuel musée d'histoire naturelle de Berlin).
En 1868, A. von Frantzius retourne en Allemagne. Zeledón part à Washington où il rencontre Spencer Fullerton Baird (1823-1887). Il devient assistant à la Smithsonian Institution. Il se lie d’amitié avec Robert Ridgway (1850-1929). En 1872, Zeledón retourne au Costa Rica pour participer comme zoologiste à une expédition conduite par William More Gabb (1839-1878). Zeledón réalise alors la première collection d’oiseaux de la Cordillère de Talamanca.
Zeledón reprend alors la pharmacie tenue auparavant par A. von Frantzius et devient un commerçant prospère. Il continue de collecter des oiseaux et donne sa collection au Musée national du Costa Rica dont la création lui doit beaucoup. Sa collection est d’une grande richesse et contient de nombreuses nouvelles espèces, souvent décrites par d’autres. Il ne manque d’aider les ornithologues qui viennent étudier le Costa Rica. Plusieurs espèces lui ont été dédiées comme la paruline de Zeledón, Zeledonia coronata, par Robert Ridgway (1850-1929) en 1889 et le tyranneau de Zeledon, Phyllomyias zeledoni, par George Newbold Lawrence (1806-1895) en 1868.

## Source
- Traduction de l'article de langue anglaise de Wikipédia (version du 10 octobre 2006).